# Herpetospermum
Herpetospermum es un género con tres especies de plantas con flores perteneciente a la familia Cucurbitaceae. 

## Especies seleccionadas
| - Herpetospermum caudigerum - Herpetospermum grandiflorum - Herpetospermum pedunculosum |